# Liga Élite Femenina de hockey línea 2023-24
La temporada 2023-24 de la Liga Élite Femenina de hockey línea, llamada por motivos de patrocionio Liga Élite Iberdrola, es la máxima categoría del hockey con patines en línea en su categoría femenina en España. El torneo lo organiza la Real Federación Española de Patinaje (RFEP) y cuenta con la participación de 8 equipos.

## Equipos
| Club                         | Sede                |
| ---------------------------- | ------------------- |
| Hockey Club Rubí Cent Patins | Rubí                |
| SAB Tucans ASME              | San Adrián de Besós |
| Club Patí Vila-real          | Villarreal          |
| CPLV Munia Panteras          | Valladolid          |
| Tres Cantos Patín Club       | Tres Cantos         |
| CE Barcelona Tsunamis        | Barcelona           |
| CPH Skulls Almàssera         | Valencia            |
| CPL Fenix Madrid             | Madrid              |

## Fase regular
|                                                                   | Equipo                     | Puntos | J  | G  | E | P  | GF | GC | DG  | Bonus |
| ----------------------------------------------------------------- | -------------------------- | ------ | -- | -- | - | -- | -- | -- | --- | ----- |
| 1                                                                 | H. C. R. Cent Patins       | 39     | 14 | 12 | 2 | 0  | 70 | 26 | 44  | 1     |
| 2                                                                 | S. A. B. Tucans Asme       | 29     | 14 | 9  | 2 | 3  | 68 | 32 | 36  | 0     |
| 3                                                                 | C. P. L. V. Munia Panteras | 29     | 14 | 9  | 1 | 4  | 62 | 20 | 42  | 1     |
| 4                                                                 | Tres Cantos P. C.          | 25     | 14 | 8  | 1 | 5  | 32 | 43 | -11 | 0     |
| 5                                                                 | C. P. H. Skulls Almàssera  | 20     | 14 | 6  | 1 | 7  | 50 | 49 | 1   | 1     |
| 6                                                                 | C. P. L. Madrid            | 18     | 14 | 5  | 2 | 7  | 40 | 60 | -20 | 1     |
| 7                                                                 | C. P. Vila-real            | 5      | 14 | 1  | 1 | 12 | 18 | 65 | -47 | 1     |
| 8                                                                 | C. B. Tsunamis             | 3      | 14 | 1  | 0 | 13 | 21 | 66 | -45 | 0     |
| Fuente: Federación Española de Patinaje; actualización automática |                            |        |    |    |   |    |    |    |     |       |

## Playoff
|  | Semifinales | Semifinales | Semifinales | Semifinales | Semifinales |  |  | Final | Final | Final | Final |  |
|  |             |             |             |             |             |  |  |       |       |       |       |  |
|  |             |             |             |             |             |  |  |       |       |       |       |  |
|  | 1.º         |             |             |             |             |  |  |       |       |       |       |  |
|  |             |             |             |             |             |  |  |       |       |       |       |  |
|  | 4.º         |             |             |             |             |  |  |       |       |       |       |  |
|  |             |             |             |             |             |  |  |       |       |       |       |  |
|  |             |             |             |             |             |  |  |       |       |       |       |  |
|  |             |             |             |             |             |  |  |       |       |       |       |  |
|  | 2.º         |             |             |             |             |  |  |       |       |       |       |  |
|  |             |             |             |             |             |  |  |       |       |       |       |  |
|  | 3.º         |             |             |             |             |  |  |       |       |       |       |  |
|  |             |             |             |             |             |  |  |       |       |       |       |  |
|  |             |             |             |             |             |  |  |       |       |       |       |  |

### Playoutpor la permanencia
|  | Playout |  |  |  |  |  |
|  |         |  |  |  |  |  |
|  |         |  |  |  |  |  |
|  |         |  |  |  |  |  |
|  |         |  |  |  |  |  |
|  |         |  |  |  |  |  |